# To Hell and Back (autobiografia Meat Loafa)
„To Hell and Back” – została współnapisana przez Davida Daltona i jest biografią Meat Loafa obejmującą jego życie i karierę od małego chłopca z Teksasu do czasu powrótu na szczyty popularności płytą „Bat Out Of Hell II: Back Into Hell” z 1993 roku.
Znajdują się w niej wzmianki m.in. o ojcu Meata, który go bił, a nawet próbował zabić, o tym jak jechał samochodem z Charlesem Mansonem, o tym jak po usłyszeniu o zamachu na Johna F. Kenndedy'ego pojechał do szpitala Parkland Memorial Hospital i zobaczył Jackie Kennedy wysiadającą z samochodu z gubernatorem Johnem Connallym, o tym jak popadł w alkoholizm oraz narkotyki i depresję po wydaniu albumu „Bat Out Of Hell” w 1977 roku.